# Warffumborg
De Warffumborg (ook: Asingaborg of Sickingheburg) was een borg bij het Groningse dorp Warffum. Van de oude borgstee rest alleen het oude schathuis. De borg werd door verschillende adellijke geslachten bewoond. De borg wordt gezien als het stamslot van de familie Sickinghe. Tussen 1560 en 1683 was dit geslacht in vijf opeenvolgende generaties eigenaar van de borg. 

## Ligging
De Warffumborg lag ten zuiden van het dorp Warffum bij de Onderdendamsterweg langs de Warffumermaar en aan de Kloosterweg. De borgstee bevond zich net ten noorden van de eerste scherpe bocht in het warffumermaar vanaf Warffum naar Onderdendam bij de Bieuwketil. Het borgcomplex lag aan de Kloosterweg, die destijds aan de westkant van de borgstee en aan de westkant van de nabijgelegen Frankemaheerd lag. De weg sloot vervolgens aan op de Onderdendamsterweg via de Bieuweketil. De borg lag in de noordwesthoek van de borgstee. Het terrein was zo'n 180 meter bij 180 meter en was geheel omgracht. De borg zelf stond in het water en bevond zich zo'n 200 meter ten oosten van de Warffumermaar.    

## Geschiedenis

### Familie Asinga
In het midden van de 15e eeuw kwamen er in Warffum reeds verschillende mensen met de naam Asinga voor. In 1509 was er voor het eerst sprake van de Asingeheerd. Destijds in het bezit van Emeke Asinga, weduwe van Onno Tamminga van de Tammingaborg te Hornhuizen. Zij schonk de Asingeheerd (mogelijk een steenhuis) met bijbehorende goederen, rechten en landerijen aan haar kleindochter Hoyke Tamminga en diens man Focko Manninga (†1535), telg uit het adellijke geslacht Manninga. Focko was een van de rijkste jonkers van Oost-Friesland en woonde meestal op de Manningaburg te Pewsum, Duitsland. Focko was reeds vroeg hervormd geworden en zijn zoon Hoyke (†1568) was een van de grote aanstichters van de beeldenstorm in de Ommelanden. Hoyke was een groot verkwister en hij verkocht noodgedwongen zijn bezittingen te Jennelt en Warffum. Hij is mogelijk gesneuveld in de Slag bij Heiligerlee of in de Slag bij Jemmingen. 

### Familie Sickinghe

Dr. Johan Sickinghe (1495-1572), burgemeester en hoofdman van de stad Groningen, uitgelicht bij de intocht van Maria van Hongarije te Groningen, 20 juni 1545

In 1560 kocht doctor Johan Sickinghe (1495-1572) de borg uit de boedel van de zwaar met schulden overladen Hoyke Manninga van Pewsum. De koopprijs van het huis bedroeg 3230 Emder gulden. Johan werd geboren als de zoon van de ridder Peter Sickinghe (1455-1532) en was, evenals zijn vader, burgemeester en hoofdman van Groningen en daarnaast ook drost der beide Oldambten. Hij gold als een machtige persoonlijkheid in de regio. Zo was hij vertegenwoordiger van Stad en Lande bij de machtsoverdracht van Karel V naar Filips II. Johan behoorde als vermogend landedelman in 1555 tot de acht zeer vermogenden die zich ten behoeve van Stad en Lande voor 10.000 carolusgulden verbonden aan landsheer keizer Karel V. De overdracht van eigendom van een borg moest destijds bevestigd worden door de stadhouder en de hoofdmannen van Stad en Lande. De heerlijke rechten die aan het bezit waren verbonden verkregen op die manier de officiële sanctie van de Hoge Overheid. Op de akte van gerechtelijke verkoop staat dat doctor Johan Sickinghe destijds verscheen als 'Hoochgeleerden en Erentfesten' heer. Johan was getrouwd met Anna Gijsens. 
Na de dood van zijn ouders viel Feijo Sickinghe (1546-1579) de Warffumborg ten deel. Hij betaalde destijds 3000 Emder gulden voor de 'Asingeheerd' en andere goederen met bijbehorende rechten in de rechtstoel Warffum en Breede. Hij werd tijdens de roerigste jaren van de tachtigjarige oorlog samen met zijn broer Harmen Sickinghe (overl. vóór 1606) vastgezet door de stad Groningen. Feijo stierf in 1579 bij een noodlottig ongeval waarbij hij zichzelf per ongeluk doodschoot. Zijn weduwe was Oede Gaikinga uit Harlingen. 

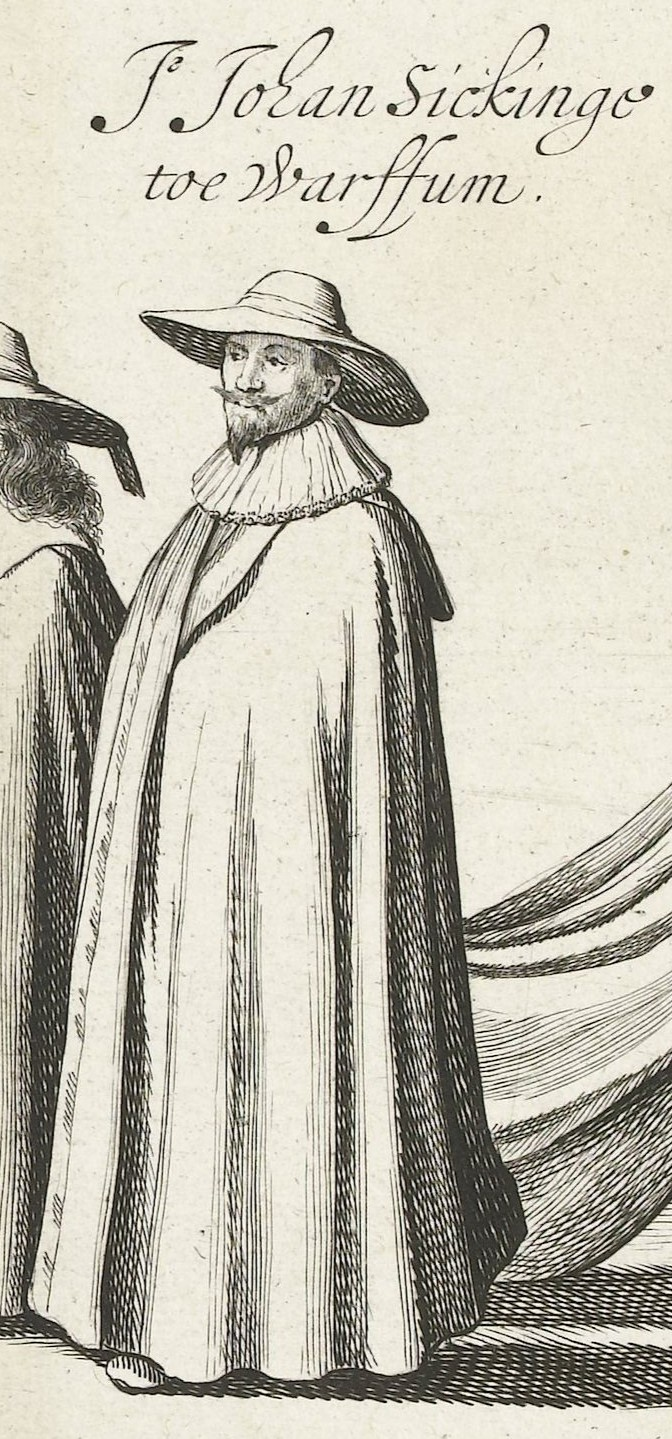
Uitsnede van Jonker Johan Sickinghe (1576-1652) tot Warffum in de rouwstoet van stadhouder Ernst Casimir van Nassau-Dietz in 1633

Alhoewel de borg in 1581 korte tijd door geuzen bezet werd gingen de borg en haar 70 hectare aan grond uiteindelijk over op hun zoon, de jonker en landedelman Johan Sickinghe (1576-1652). Het verhaal ging dat de bewoners bij het opgeven van de borg als laatste wapenfeit de brug bijna hadden doorgezaagd zodat de binnenstormende soldaten met brug en al in het water vielen. Johan Sickinghe was een invloedrijk man en bestuurder in de regio. Zo was hij schepper, redger en zijlrechter te Warffum, mede-oprichter van de Kamer van de WIC in Groningen en hofmeester van het Winsumer- en Schaphalsterzijlvest. Hij bezat en verhuurde zeker 500 hectare aan landerijen met aanwassen te Warffum, op 't Warffumer Uiterdijk, te Usquert, Uithuizermeeden, Zuidwolde, Tinallinge, Den Andel, Oostwold, Goldhoorn en 39 hemen (boerenerven) te Warffum en Zuidwolde. Johan was daarnaast 24 jaar lang eigenaar van het eiland Rottumeroog.  
Johan en zijn vrouw Luts Jongema (†1612) gaven de borg door aan hun zoon, Feio Sickinghe (1610-1666). Feio was jonckheer en heer van Warffum, Breede, Eenrum, Eenum, Harssens, Leermens, Pieterburen, Westerwijtwert, 't Zand, Zeerijp en Zuidwolde. Hij woonde samen met zijn vrouw Sophia van Echten (overl. na juli 1673), dochter van Roelof van Echten en Anna Bentinck, op de borg. Feio legde in 1638 de eerste steen voor de toren van de kerk van Warffum.   
In 1667 verkreeg Feio's zoon jonker Rudolph Sickinghe (1643-1688) de borg bij de erfscheiding. Hun andere zoon Hendrik Sickinghe (1650-1682) kocht in 1678 de nabijgelegen Breedenborg met zijn vrouw Anna Tjarda van Starkenborgh. Rudolph was heer tot Warffum, Breede, Usquert, Zuidwolde, Eenrum, Pieterburen en Westernieland en ritmeester der cavalerie bij het Gronings Ontzet en het Beleg van Coevorden. Hij was een actief bestuurder en politicus. Zo was hij lid van de Admiraliteit van Friesland, lid van de Raad van State en bewindhebber van de Kamer van de WIC in Groningen. Net zoals zijn grootvader Johan verwierf ook Rudolph het eiland Rottumeroog. Ditmaal door een erfwissel met Onno Tamminga van de Tammingaborg te Bellingeweer, Winsum. Rudolph moest de Warffumborg uiteindelijk in 1683 wegens, al bij zijn vader ontstane, schulden verkopen aan de zakenman Louis Trip (1654-1698), lid van de familie Trip. Rudolph trok als vrijwilliger met Willem III ten strijde in Engeland, alwaar hij (kinderloos) stierf bij de slag om Exeter in 1688. De borg was 122 jaar in familiebezit gebleven.  
Jonkheer Feio Sickinghe (1654-1696), broer van Rudolph, sloot ten slotte in 1685 een overeenkomst met de eerdergenoemde Louis Trip over de bediening van de Warffumer schepperij en van de Usquerder eed. Feio was tot die tijd in het bezit geweest van de zijlrechten van de borg.   

#### Overgebleven restanten familie Sickinghe

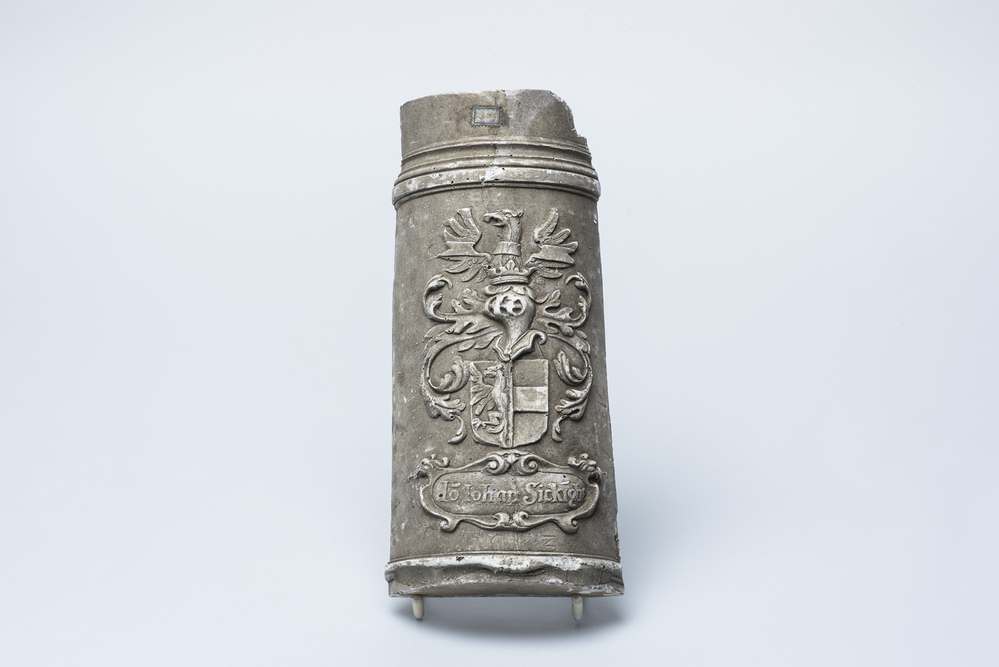
Gipsafgietsel van de loop van een klein kanon van Johan Sickinghe (1576-1652)
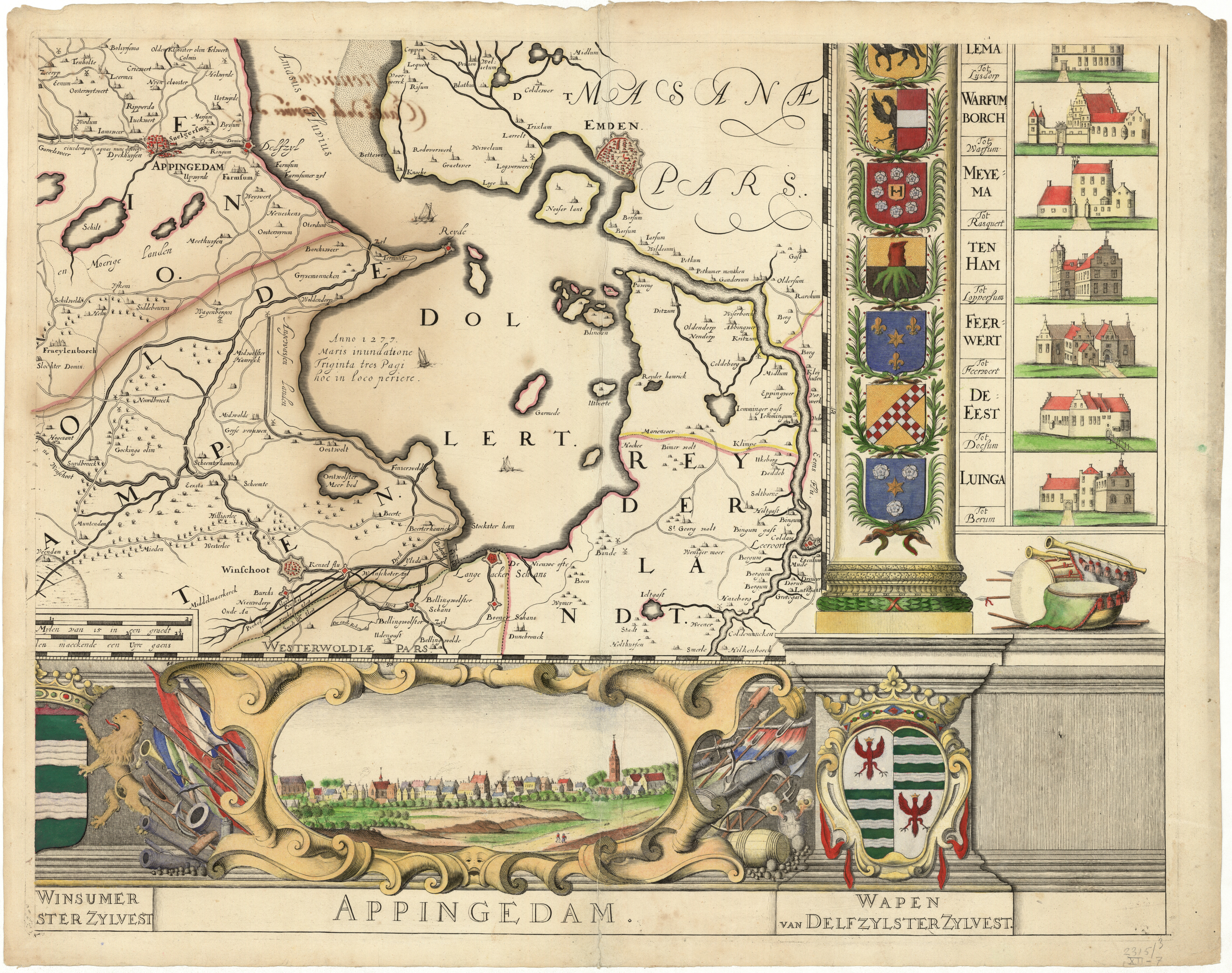
De Warfumborch afgebeeld met het wapen van de familie Sickinghe (rechtsboven) op een kaart van Groningen uit 1678 van de broers W. en F. Coenders van Helpen
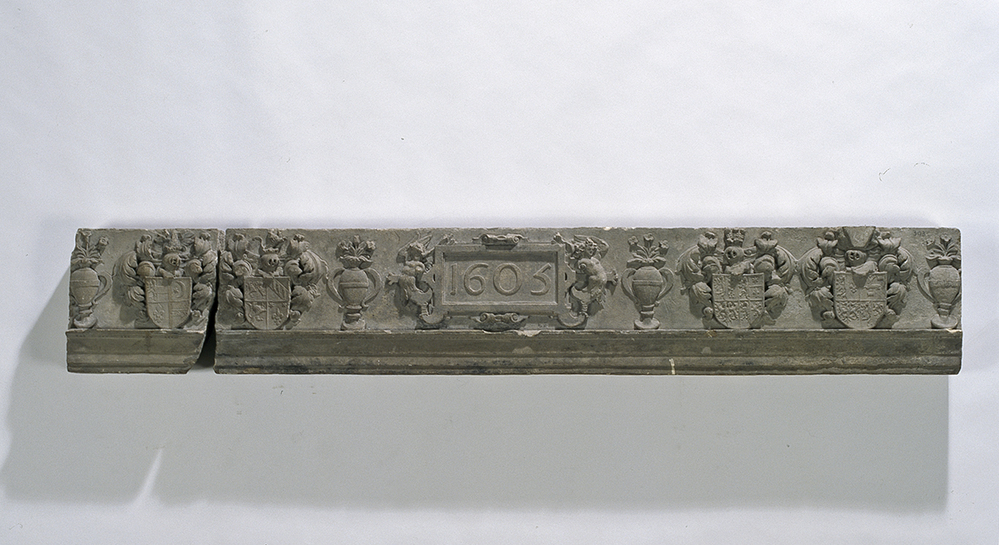
Schoorsteenlatei van de Warffumborg met daarop de wapenkwartieren van Johan Sickinghe (1495-1572) en zijn vrouw Luts van Jongema
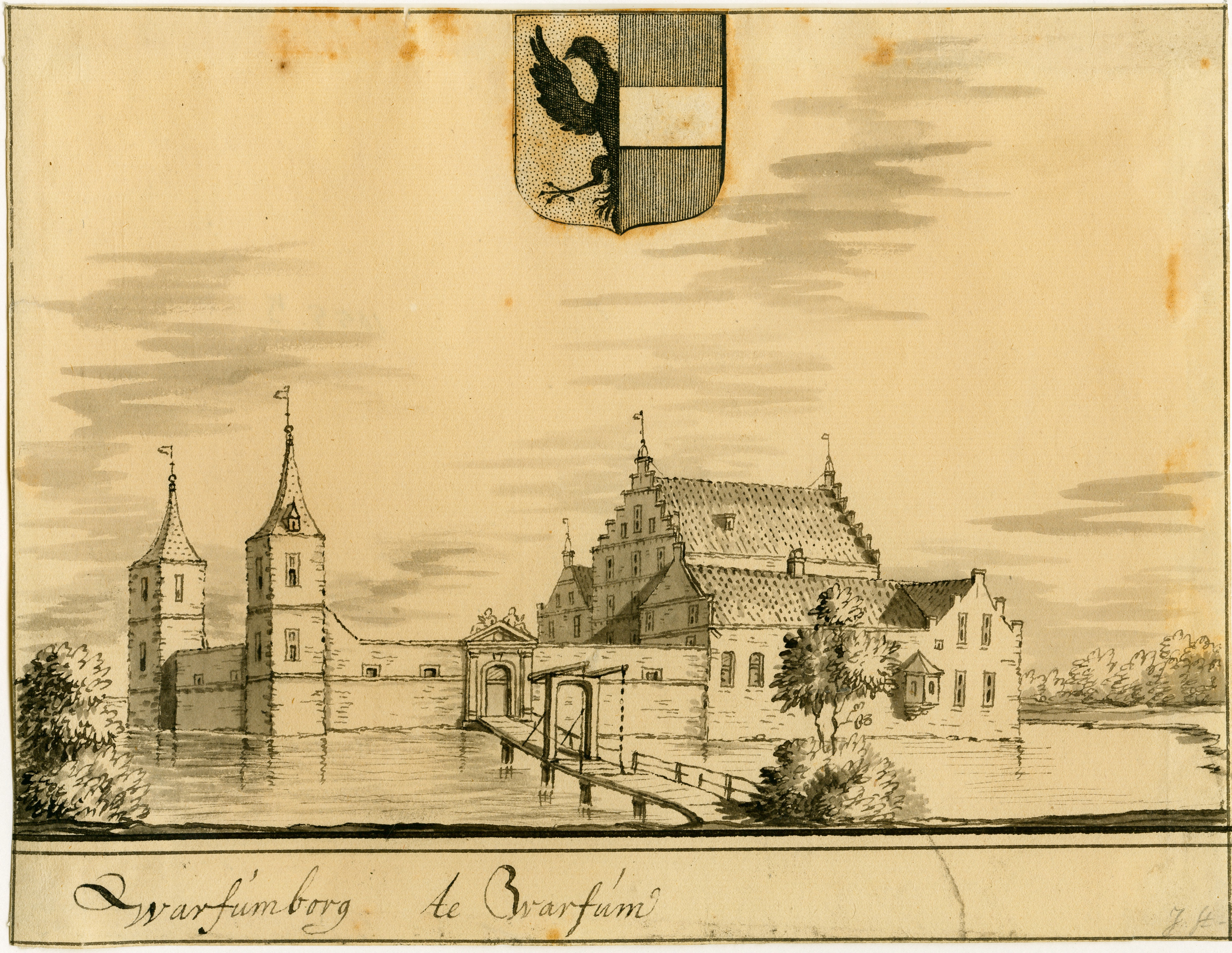
De Warffumborg of Sickinghe-borg met het wapen van de familie Sickinghe, anno 1686
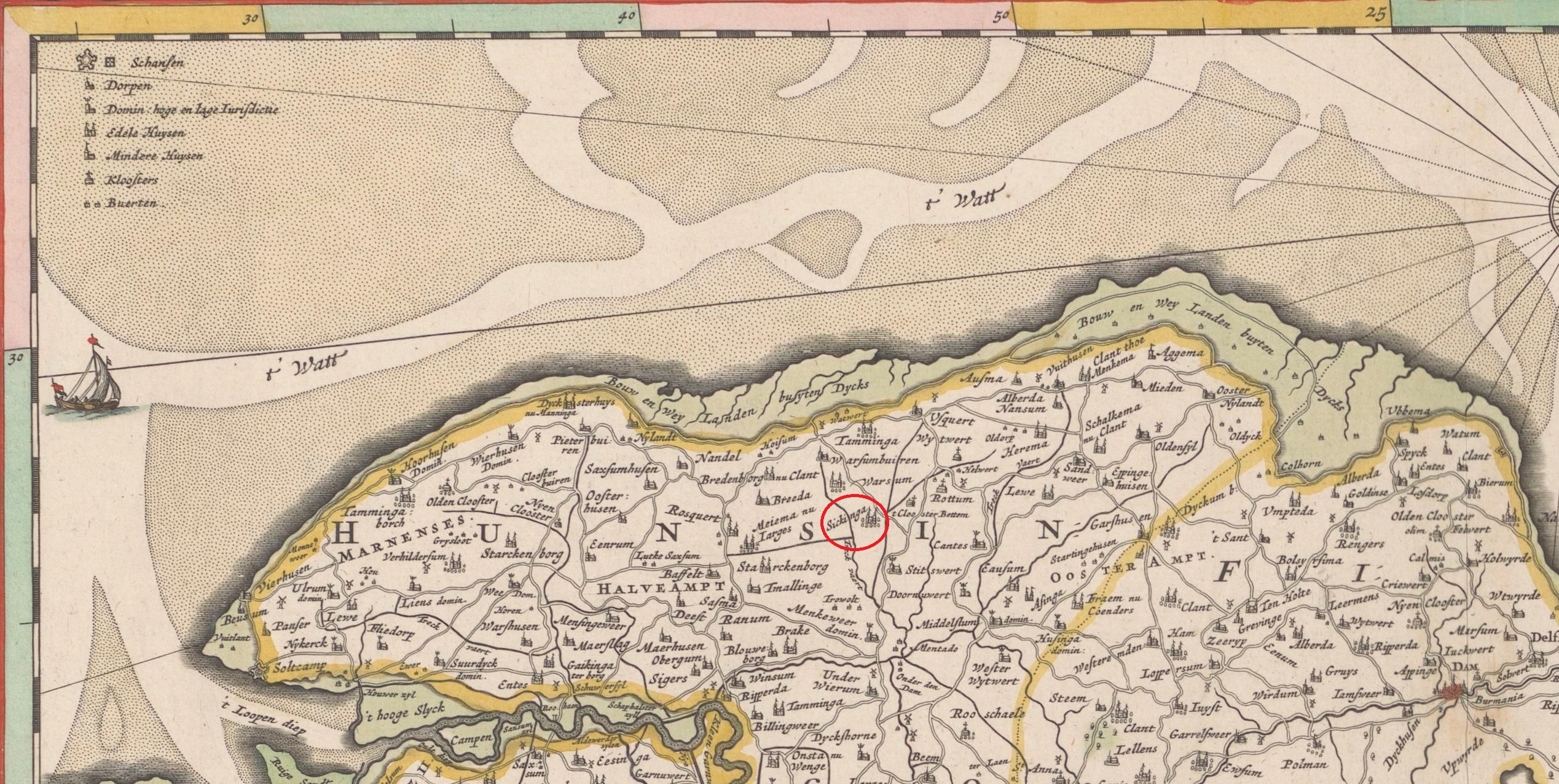
Sickinga (en haar 'Edele Huys') op 'de Kaart van de provincie Groningen en een deel van Drenthe' (tussen 1663 en 1670)

### Familie Trip

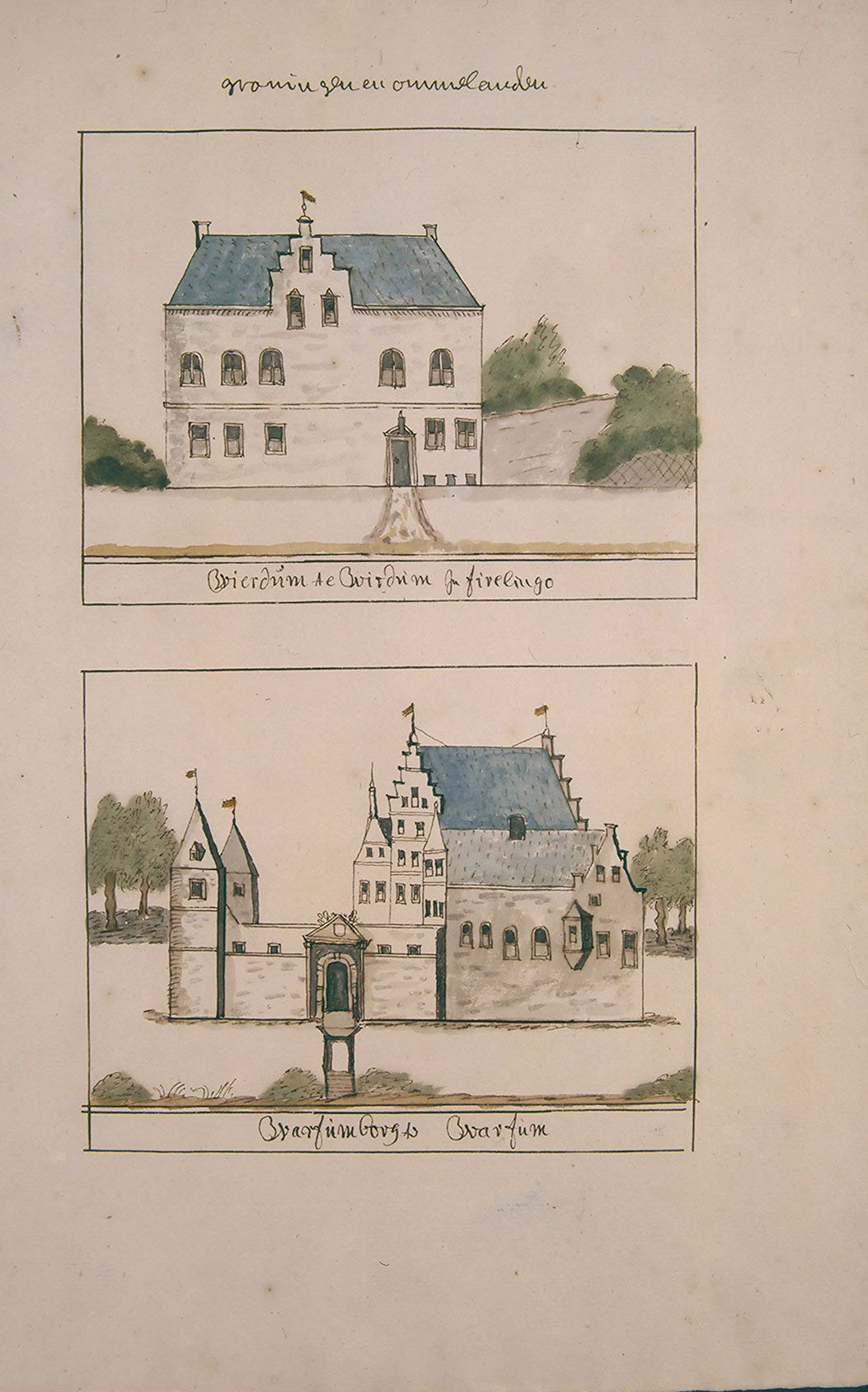
Boven de Fromaborg te Wirdum en onder de Warffumborg te Warffum in de Atlas Schoemaker

De Warffumborg met bijbehorende rechten en landerijen werden voor 45.000 carolusgulden gekocht door Louis Trip (1654-1698). Louis was getrouwd met Johanna Margaretha de Geer en hertrouwde na haar dood met zijn nicht Christina Trip. De telgen uit de families Trip en De Geer waren veelal kooplui uit Amsterdam die betrokken waren bij de winning van ijzer en het gieten van kanonnen in Zweden, daarnaast ontgonnen ze ook veen in Groningen. Rottumeroog hoorde niet bij de aankoop en heeft Louis er later zelf bij moeten aanschaffen, hij verkocht het eiland weer aan Donough MacCarthy. Zijn weduwe Christina verkocht de borg in 1701 voor ƒ40.500 aan de Ommelanden. De zijlrechten waren toen al vervallen aan Feio Sickinghe van de Ludemaborg te Usquert. De Heren van de Ommelanden verkochten de inmiddels vervallen Warffumborg weer door in 1708 en in datzelfde jaar werd de borg ook gesloopt. Het schathuis bleef behouden en werd bewoond door de zijlvestbode. 

## Huidige situatie
Van de borg rest heden ten dage alleen nog maar het oude schathuis, welke ook met deze naam aangegeven wordt op kaarten. Deze boerderij ’t Schathuis heeft een dubbele schuur met binnenin een bijzonder gebinte. Van het oude stalgebouw zijn nog de oude eiken gebinten met dwarsbalken en platen met dubbele steunders te herkennen. Rond de boerderij waren lange tijd nog kloostermoppen en funderingen te vinden. Al deze restanten werden in de jaren 80 opgeruimd. Het oude schathuis is nu bereikbaar via de Kloosterweg. Even ten zuiden van het oude schathuis staat een boerderij die tegenwoordig de naam Asingaheerdt draagt, maar die vroeger de Anningaheerd heette. De bronzen kanonnen met het wapen van de familie Sickinghe zijn na de sloop van de Warffumborg overgebracht naar de Menkemaborg te Uithuizen.
Allersmaborg · Asingaborg (Middelstum) · Asingaborg (Ulrum) · Asingaborg (Warffum) · Aylbada · Breedenborg · Cortinghuis · Dijkumborg · Dijksterhuis · Ennemaborg · Ewsum · Fraeylemaborg · Piloersemaborg · Hanckemaborg · Iwema-steenhuis · Huis te Lellens · Menkemaborg · Menthedaborg ·Nienoord · Nittersum · Onstaborg · Scheltkema-Nijenstein · Kasteel Selwerd · Takuma · Verhildersum · Walkuma · Wedderborg · Burcht van Wolfsbarge